# Georg Fischer AG
Die Georg Fischer AG (kurz GF, das "Plus" Symbol steht für das Kreuzfitting und ist Teil des Logos und wird daher in der Textform nicht verwendet) ist ein 1802 in Schaffhausen (Schweiz) gegründetes und bis heute dort domiziliertes Industrieunternehmen. Es betreibt in 45 Ländern 187 Gesellschaften, davon 76 Produktionsstätten. GF ist Partner für den sicheren Transport von Flüssigkeiten und Gasen, für leichte Gusskomponenten in Fahrzeugen und für die Hochpräzisionsfertigungstechnologie. Im Gegensatz zu vielen anderen Industrieunternehmen haben sich die Geschäftsfelder von Georg Fischer seit der Nachkriegszeit nur wenig verändert. Die drei Divisionen Piping Systems, Machining Solutions und Casting Solutions / Automotive haben im Unternehmen eine lange Tradition. Einzig der Anlagenbau wurde um die die Jahrtausendwende veräussert.

## Geschichte

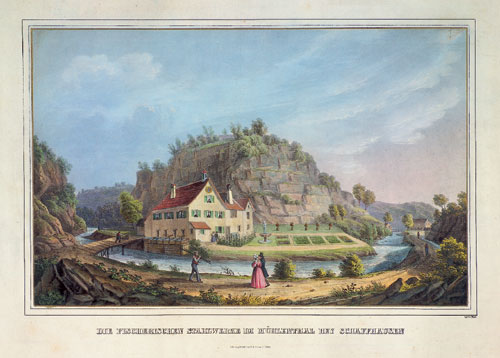
Die Fischerschen Stahlwerke im Mühlental bei Schaffhausen, um 1850

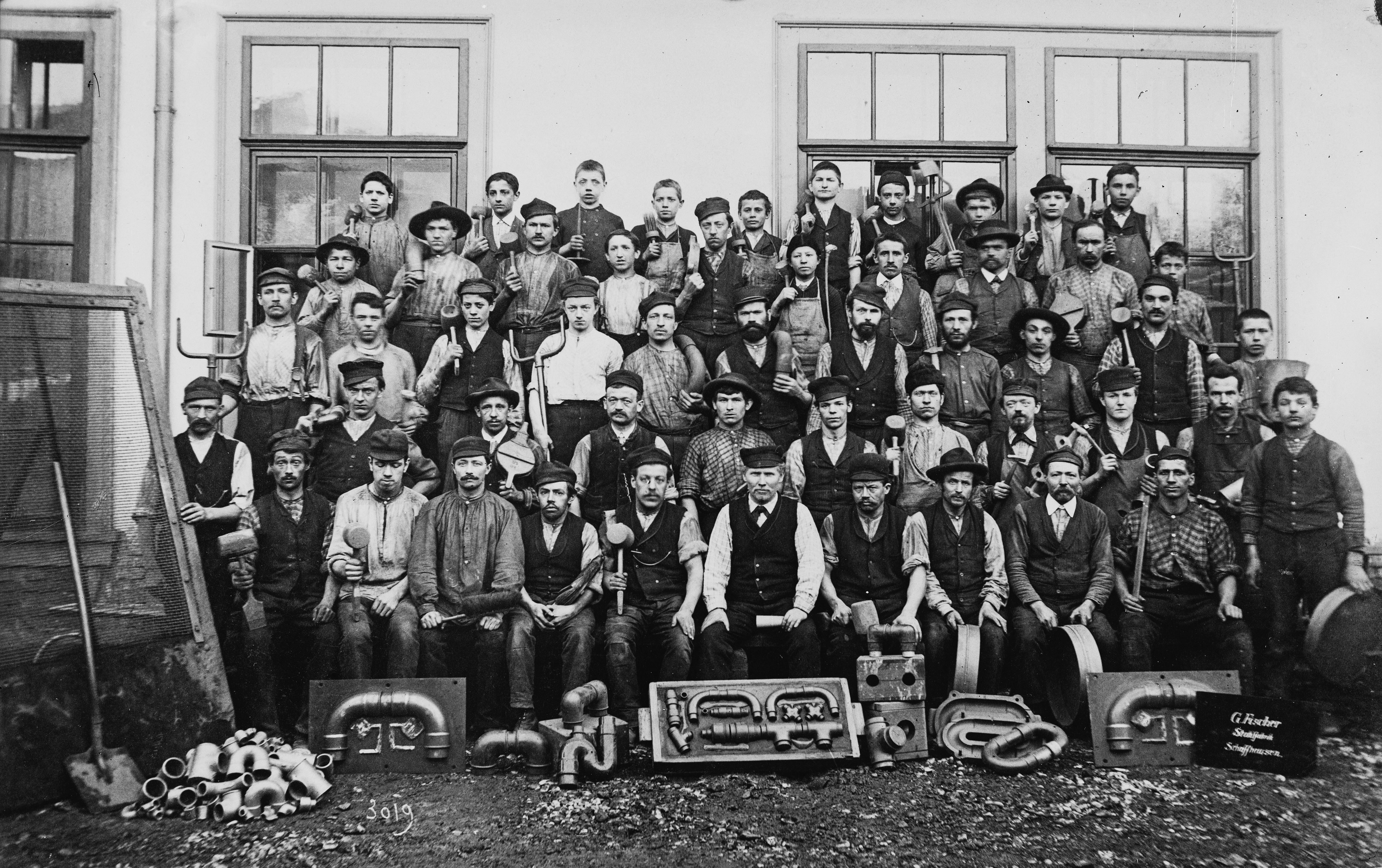
Belegschaft der Georg Fischer Fittinggiesserei: Meister Roost mit seiner Giessereibelegschaft 1895

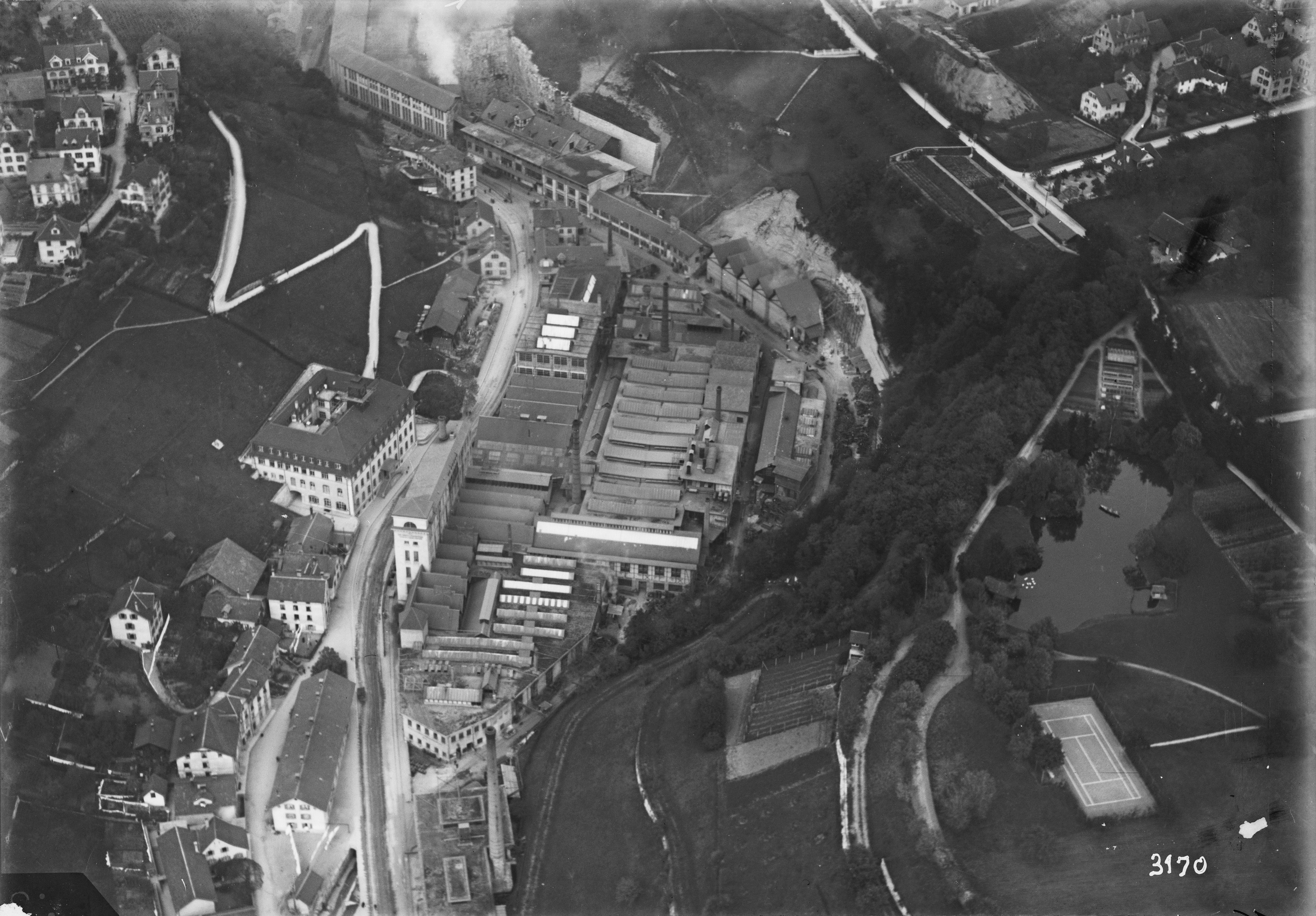
Flugaufnahme Georg Fischer Werk I, Mühlental, Schaffhausen, 1920

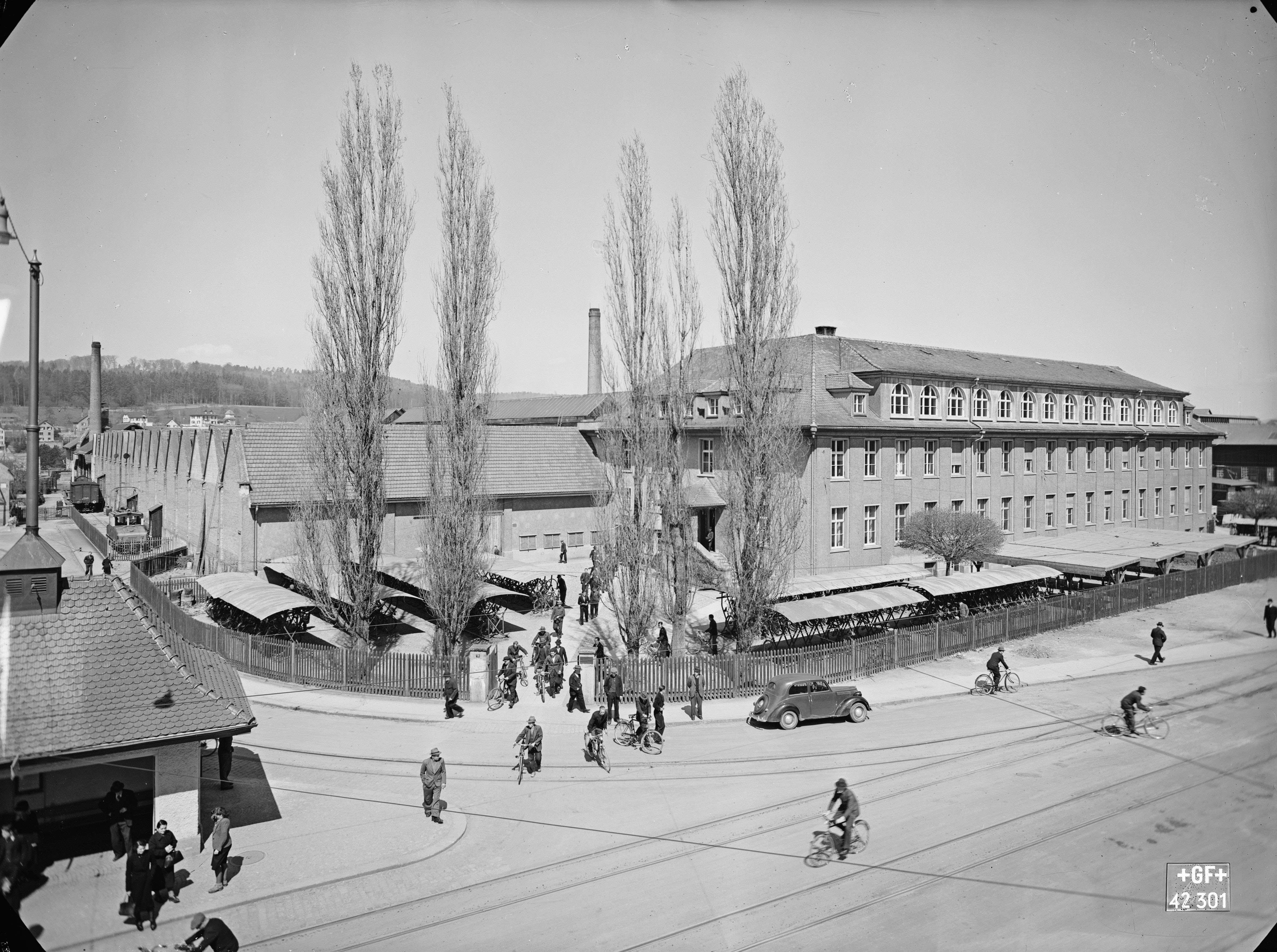
Georg Fischer Verwaltungsgebäude Ebnat, Schaffhausen, 1942

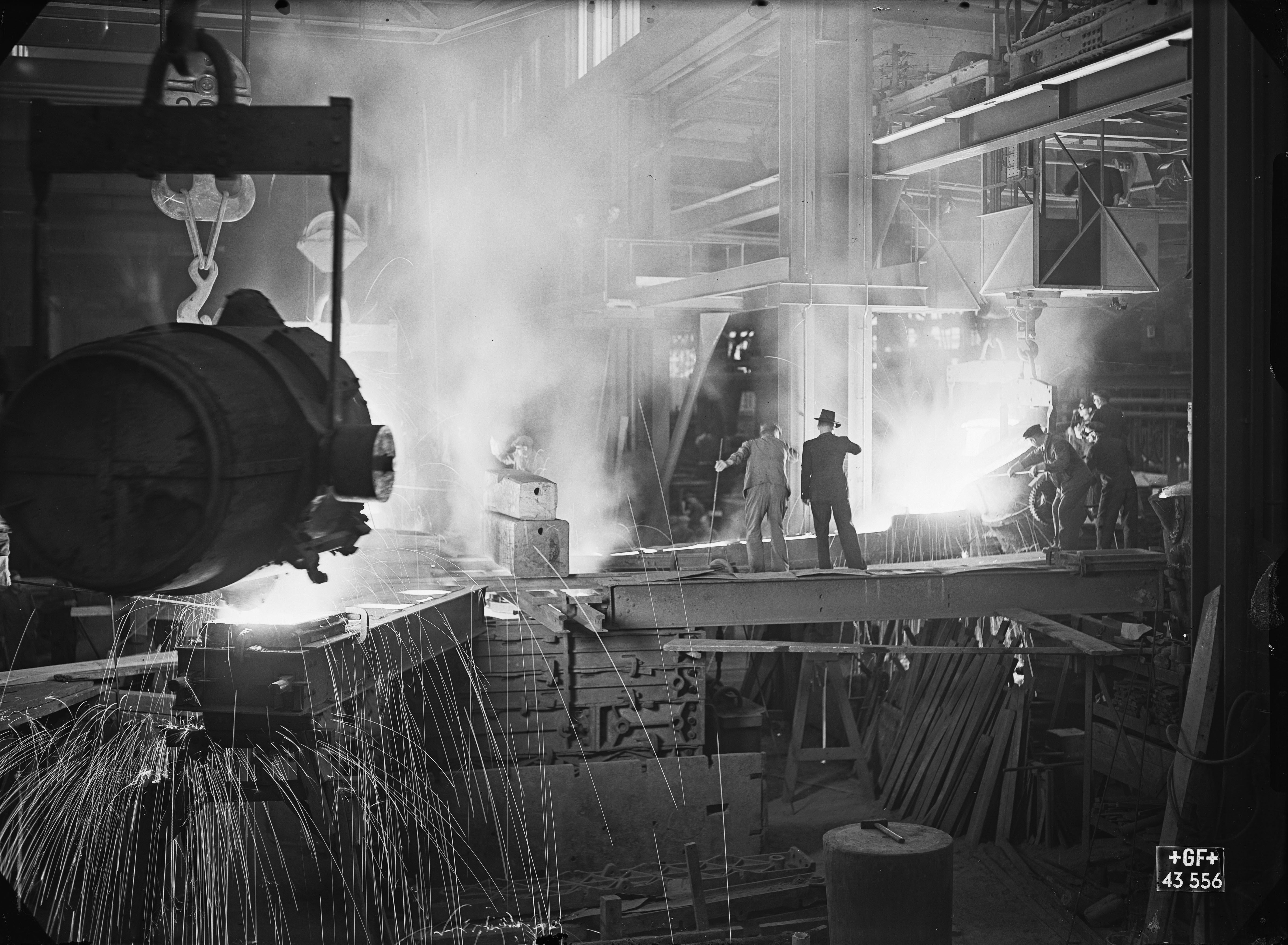
Giesserei Mühlental, 1943

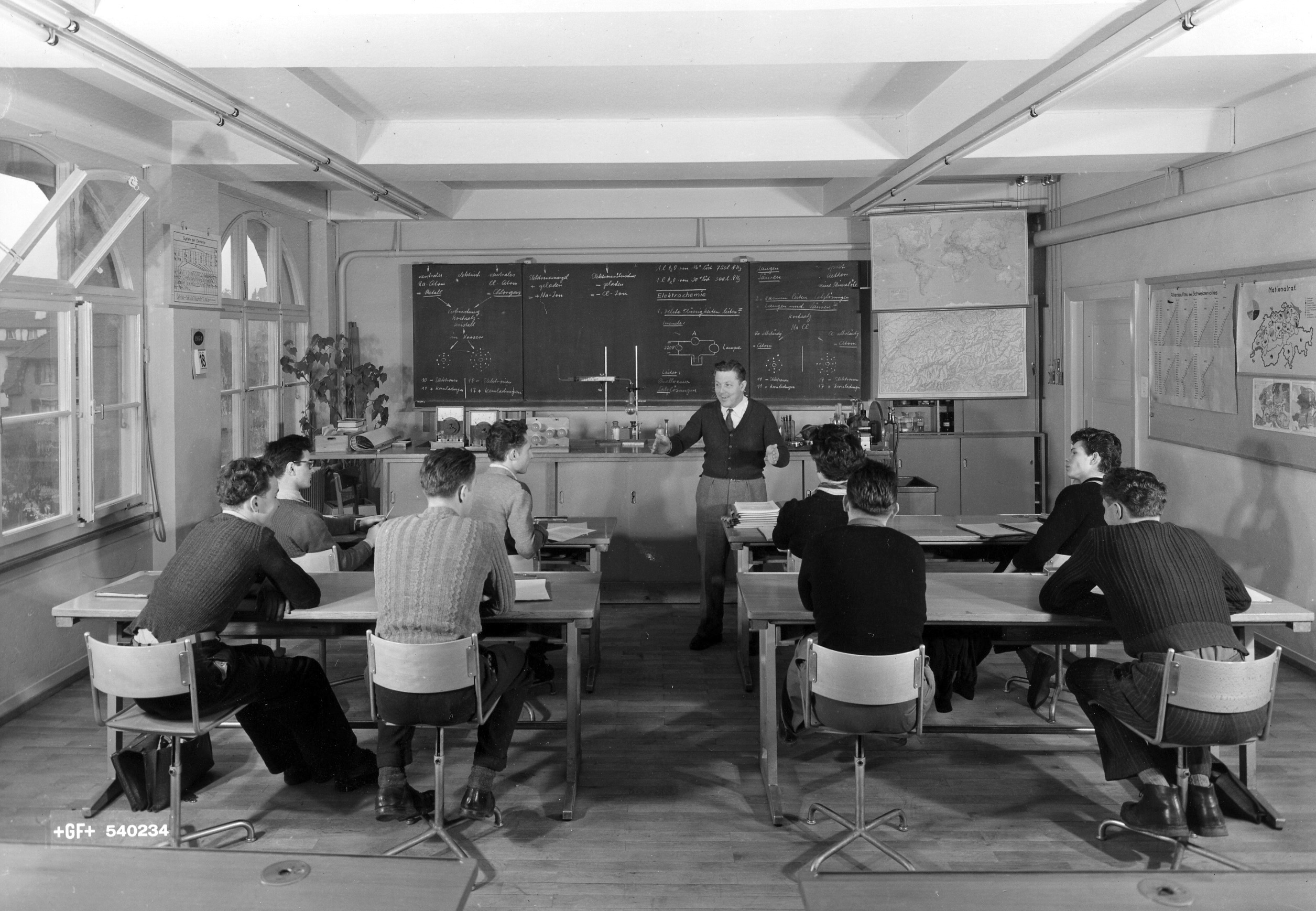
Werkschule-Unterricht in Staatswirtschaftslehre, 1954

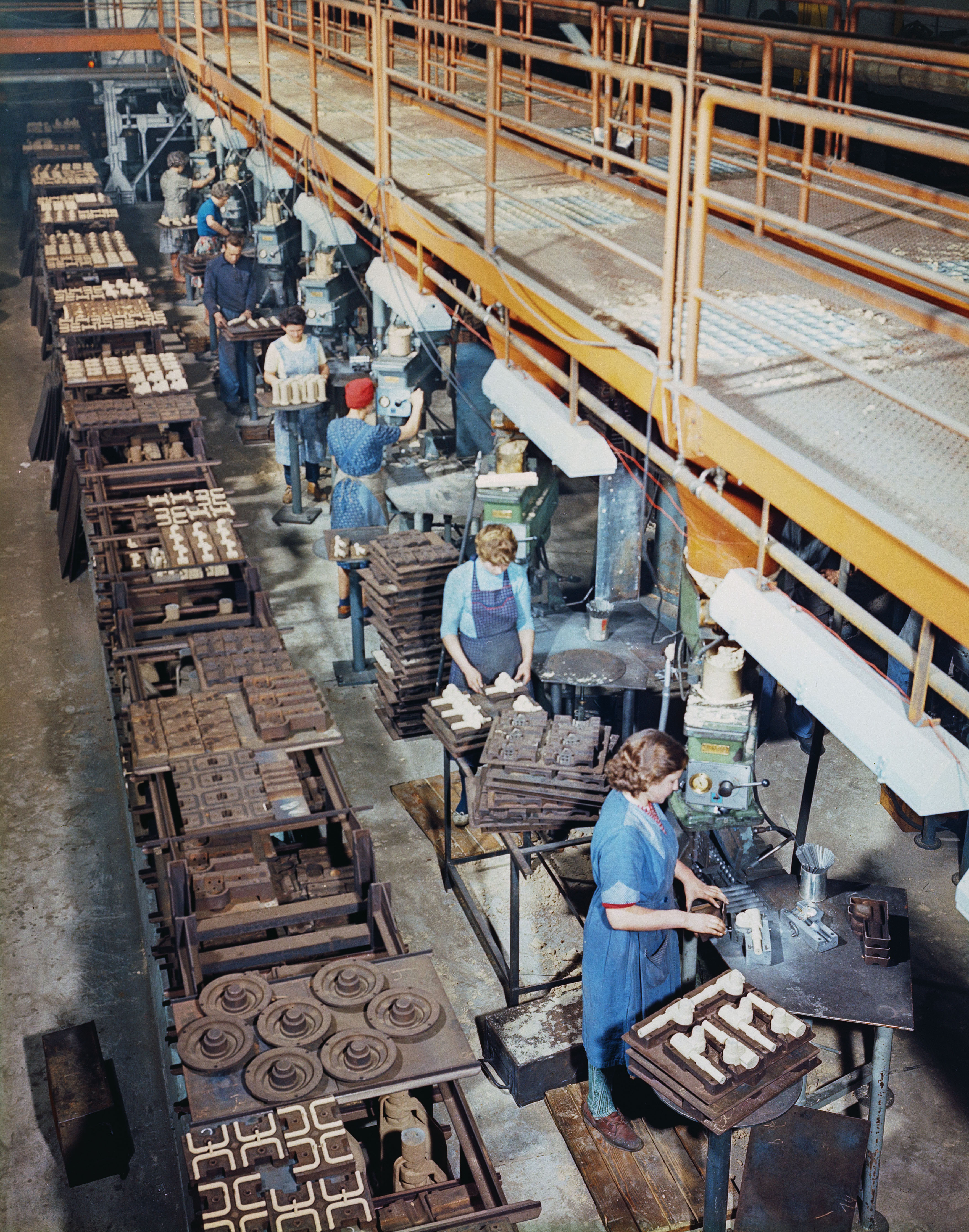
Werk Mettmann: Frauen in der Kernmacherei, 1960

Den Grundstein für das heutige Unternehmen legte Johann Conrad Fischer (1773–1854) im Jahre 1802 mit dem Erwerb einer Mühle in Schaffhausen, die er zu einer Giesserei umfunktionierte. 1827 und 1833 folgten zwei Stahlwerke in Österreich, die Johann Conrad und Sohn Georg (1804–1888) eröffneten. Nach Johann Conrads Tod erbte 1854 Sohn Georg das Unternehmen; Enkel Georg II (1834–1887) übernahm 1856 die Leitung des Schaffhauser Betriebs, der seit dem Tod des Grossvaters stillstand.
Das Unternehmen erhielt 1861 durch Georg II den Namen «Georg Fischer Schaffhausen», 1864 erwarb selbiger das Unternehmen von seinem Vater, begann mit der Produktion von Fittings aus Temperguss und führte das erste Markenzeichen ein: einen stilisierten Fisch mit den Buchstaben GF.
Eine Krankenversicherung für das Personal wurde 1867 ins Leben gerufen, ein Jahr später begann der Bau und Zukauf von Arbeiterwohnhäusern im von Georg Fischer dominierten Mühlental. Eine Unfallversicherung gehörte ab 1876 zu einer Anstellung bei Georg Fischer, und 1880 wurde im Mühlental eines der ersten Betriebsrestaurants der Schweiz eingerichtet. Der Tod von Georg II im Jahre 1887 zwang seinen Sohn Georg III (1864–1925) zum Abbruch des Studiums, um die Leitung des Unternehmens zu übernehmen. Unter Georg III überwand das Unternehmen die durch den Wiener Börsenkrach ausgelöste Krise; im Zeitraum von neun Jahren wurde die Belegschaft auf 550 Mitarbeiter verdreifacht. Als Zweigbetrieb des Schaffhauser Hauptwerks wurde 1895 das Werk in der deutschen Nachbarstadt Singen am Hohentwiel eröffnet, um die hohen Zölle seitens Deutschland zu umgehen. Zur Deckung des steigenden Kapitalbedarfs wandelte Georg III das Einzelunternehmen 1896 in die «Aktiengesellschaft der Eisen- und Stahlwerke von Georg Fischer» um, die vorerst von der Familie Fischer bestimmt wurde. Zur Jahrhundertwende erreichte das Unternehmen einen Bestand von 1600 Mitarbeitern.
Überkapazitäten auf dem Markt führten 1901 erneut zu einer Krise. Im Verwaltungsrat kam es daraufhin zu Spannungen zwischen Georg III und dem von den Banken eingesetzten Ernst Jakob Homberger (1869–1955). Auf Druck der Banken wurde Georg III schliesslich 1902 aus dem Unternehmen gedrängt, die Leitung übernahm Homberger, der das Unternehmen während der folgenden 50 Jahre prägte.
Ab 1910 wurde das neue Industrieareal Ebnat ausserhalb der Stadt bebaut. Hier gab es grosse Expansionsflächen, die von der Stadt zur Entlastung des Mühlentals zur Verfügung gestellt wurden. Das Unternehmen erwarb 1918 das Landgut des ehemaligen Klosters Paradies in Schlatt TG. 1919 beteiligte sich GF an der Gründung der Eisenbergwerk Gonzen AG; das Bergwerk wurde 1966 wieder stillgelegt und wird seither als Industriedenkmal erhalten. Mit dem Maschinenbau wurde 1926 begonnen, zuerst mit Textilmaschinen, ab 1938 folgt die Produktion von Drehmaschinen. Erstes äusseres Anzeichen für den Wechsel war die Einführung des neuen Markenzeichens 1903, des heutigen GF-Logos mit den beiden Kreuzen (+GF+), die stilisierte Kreuzfittings darstellen.
Die Homberger-Stiftung wurde 1927 gegründet mit dem Ziel, die Kinder der GF-Mitarbeiter bei der Berufsausbildung zu unterstützen. Unter Homberger wurde 1933 die Britannia Iron and Steel Works Ltd. in Bedford übernommen und in ein GF-Tochterunternehmen überführt. 1947 erhielt das Unternehmen den heute noch gültigen Namen «Georg Fischer Aktiengesellschaft». Die «Stiftung Eisenbibliothek» wurde 1948 auf Initiative des damaligen Direktors Ernst Müller-Reiffer gegründet, die Bibliothek selber wurde 1952 im teilrestaurierten Klostergut Paradies eröffnet.
Erstmals wurden 1957 Kunststoff-Fittings im Werk Singen hergestellt, die Verarbeitung von Kunststoffen wird in der Folge zu einem zentralen Geschäftsbereich. Im Jahr 1964 wurde erstmals mehr als die Hälfte des Umsatzes im Ausland erzielt. Die George Fischer Plastics Ltd. im englischen Huntingdon wurde 1966 als Fabrik für Kunststoff-Fittings eröffnet. 1968 wurde die Produktion von emailliertem Kochgeschirr und Gusspfannen aufgegeben.
Das Unternehmen überschritt 1970 beim Umsatz erstmals die Marke von einer Milliarde Schweizer Franken; die folgenden Jahre waren von Expansion geprägt. Das Schweizer Werk Seewis für Kunststoffarmaturen wurde 1971 eröffnet, 1972 erfolgte der Zukauf der Firma Waeschle im deutschen Ravensburg, und 1974 wurde auf dem komplett renovierten Klostergut Paradies das konzerneigene Ausbildungszentrum eröffnet.
In den 1980er erfolgten zahlreiche Restrukturierungen, der Webmaschinenbau (Maschinenfabrik Rüti) wurde 1982 an Sulzer verkauft. Zwischen 1987 und 1991 wurden die Aktivitäten der Standorte Schaffhausen und Singen bereinigt. Singen wurde zum Standort der Stahlgiesserei, während in Schaffhausen das Geschäft mit Rohrleitungen aus Kunststoff konzentriert wurde. Damit endete am 1. November 1991 der traditionsreiche Stahlguss im Schaffhauser Mühlental.
Der Drehmaschinenbau wurde 1989 verkauft; 1990 erfolgte der Komplettumbau des Unternehmens in eine Holding. Dabei entstanden neu die vier Divisionen Fahrzeugtechnik, Rohrleitungssysteme, Fertigungstechnik und Anlagenbau. Alle übrigen Aktivitäten, die nicht in die neue Struktur passten, wurden dabei verkauft oder verselbständigt.
Der Bereich «Verkehrstechnik Schiene» wurde per 1. November 1993 ins rechtlich selbständige Tochterunternehmen Georg Fischer Verkehrstechnik AG überführt und im November 1998 schliesslich an die Schwab Holding veräussert.
Bereits 1983 wurden 51 % der Ateliers des Charmilles in Genf erworben und in Charmilles Technologies SA umbenannt. Das Unternehmen wurde 1988 von GF komplett übernommen und Teil der Division Fertigungstechnik. Die Elektroerosionssparte wurde 1996 durch Übernahme der Aktienmehrheit an der Agie SA im schweizerischen Losone vergrössert und in der neu gegründeten Agie Charmilles Holding AG in Zug unter ein gemeinsames Dach gebracht.
Die Division Anlagenbau wurde im Jahr 2000 als Coperion Holding GmbH mit Sitz in Konstanz verselbständigt. Im Jahr 2004 wurde ein neues Corporate Design eingeführt, dabei erhielten die Divisionen ihre heutigen Namen: aus der Fahrzeugtechnik wurde GF Automotive (heute GF Casting Solutions), aus den Rohrleitungssystemen GF Piping Systems, und die Fertigungstechnik wurde zu GF Machine Tools (heute GF Machining Solutions).
Die verbliebenen Anteile an Coperion wurden 2006 verkauft und eine Restrukturierung der Schweizer Standorte der Division GF Machine Tools bekannt gegeben – die Herstellung der Elektroerosionsmaschinen wird in Losone und Meyrin konzentriert, ein Teil der Fertigung an die Winterthurer Maschinenfabrik Rieter verkauft. Anfang 2007 wurde die Agie Charmilles Holding AG in den GF-Konzern verschmolzen, wobei aus der Division GF Machine Tools neu die Division GF AgieCharmilles wurde. Am 1. Januar 2014 wurde GF AgieCharmilles in GF Machining Solutions umbenannt. Der neue Name unterstreicht das Profil von Georg Fischer als einheitliches Unternehmen mit drei Divisionen.
Am 1. Juli 2014 erwarb die GF Machining Solutions die Liechti Engineering AG und verstärkte damit die Kompetenz in der Luftfahrtindustrie.
Im 2008 wurde der Sissacher Fittings-Hersteller JRG Gunzenhauser übernommen und seine weltweit vertriebenen Produkte ins eigene Angebot integriert.
An der Generalversammlung 2017 stellten sich die Aktionäre gegen das Modell zur Entlöhnung des Managements und lehnten in einer Konsultativabstimmung den Vergütungsbericht ab. Darauf erklärte GF, es werde das Gespräch mit grösseren Aktionären und den Stimmrechtsberatern aufnehmen, um ein Vergütungsmodell zu präsentieren, welches breite Akzeptanz finde.
Im Dezember 2018 gab die Firma bekannt, dass die Eisengiessereien in Singen und Mettmann im Zuge eines Management-Buy-Outs an die Fondium B.V. & Co. KG, Mettmann verkauft seien. Man wolle seine Präsenz im Eisenguss reduzieren und sich auf Leichtmetallguss konzentrieren. Die Umfirmierung der beiden Werke habe vorerst keine Auswirkungen auf die rund 2200 Mitarbeiter.
2023 übernahm Georg Fischer den finnischen Rohrhersteller Uponor. Das Infrastruktur- und Versorgungsgeschäft Uponors wurde dabei Teil der Division GF Piping Systems. In der neuen Division GF Uponor wurde das Haustechnikgeschäft von Georg Fischer und Uponor zusammengeführt.
Gemäß einer Ankündigung vom Oktober 2024 soll die Georg-Fischer-Sparte GF Machining Solutions für rund 640 Millionen Schweizer Franken bis zum zweiten Quartal 2025 durch die United Grinding Group übernommen werden. Im Mai 2025 gab GF die geplante Übernahme des Mannheimer Armaturenherstellers VAG bis zum Jahresende bekannt. Der Übernahmewert beträgt rund 200 Millionen Franken.

## Divisionen
GF Piping Systems

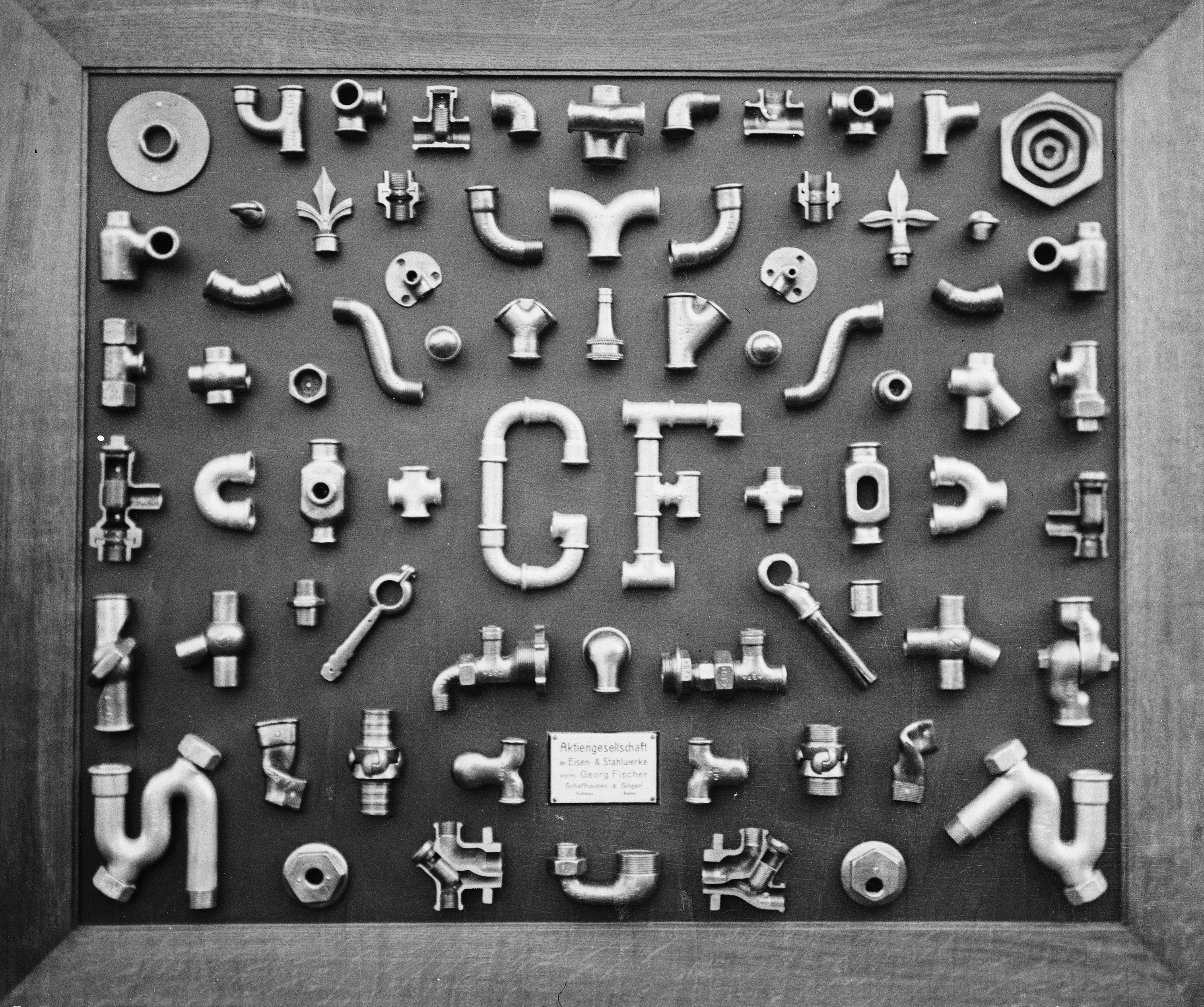
Mustertafel Rohrverbindungen, ca. 1910

GF Piping Systems ist eine Anbieterin von Rohrleitungssystemen aus Kunststoff und Metall. Die Division konzentriert sich auf Systemlösungen und Komponenten für den Transport von Wasser und Gas in der Industrie, Versorgung und Haustechnik. Das Produktportfolio aus Fittings, Ventilen, Rohren, Automation und Verbindungstechnologien deckt alle Anwendungen des Wasserkreislaufes ab.
GF Casting Solutions
GF Casting Solutions ist Entwicklungspartnerin und Herstellerin gegossener sowie im additiven Verfahren hergestellter Komponenten für die Fahrzeugindustrie, die Luft- und Raumfahrtbranche, das Energiesegment sowie für den globalen Industrie- und Konsumgütermarkt.
GF Machining Solutions
GF Machining Solutions ist mit Elektroerosionsmaschinen, Hochgeschwindigkeitsfräsmaschinen und Maschinen für die Lasertexturierung eine Anbieterin für den Werkzeug- und Formenbau sowie für Hersteller von Präzisionsteilen. Zu den wichtigsten Kundensegmenten zählen die Informations- und Kommunikationstechnologie sowie die Luft- und Raumfahrt und die Automobilindustrie.
GF Building Flow Solutions
Das Produktportfolio von GF Building Flow Solutions umfasst Systeme für Wasser, Raumklima und Infrastruktur. Die Lösungen sind sowohl für Neubauten als auch für Renovierungsprojekte geeignet.